# 斯特凡诺·蒂奇
斯特凡诺·蒂奇（義大利語：Stefano Ticci，1962年5月13日—），意大利男子雪车运动员。他曾代表意大利参加1984年、1988年、1992年和1994年冬季奥林匹克运动会雪车比赛，其中1994年冬季奥运会获得一枚铜牌。